# فيتور بونتيس
فيتور بونتيس (بالبرتغالية: Vítor Pontes‏) هو لاعب كرة قدم ومدرب كرة قدم برتغالي في مركز حراسة المرمى، ولد في 16 أغسطس 1958 في ليريا في البرتغال. لعب مع أونياو ليريا وفيتوريا دي غيماريش ولوليتيانو وناسيونال ماديرا.

## وصلات خارجية
- فيتور بونتيس على موقع قاعدة بيانات كرة القدم.إي يو (الإنجليزية)